# League of Ireland 1999/2000
Die League of Ireland 1999/2000 war die 79. Spielzeit der höchsten irischen Fußballliga. Sie begann am 13. August 1999 und endete am 23. April 2000. Titelverteidiger war St Patrick’s Athletic.
Shelbourne FC gewann zum neunten Mal die Meisterschaft.

## Modus
Die zwölf Mannschaften spielten jeweils dreimal gegeneinander. Jedes Team absolvierte dabei 33 Saisonspiele. Die beiden letzten Vereine stiegen direkt in die First Division ab, der Drittletzte musste in die Relegation.

## Vereine
| Verein                        | Wappen                        | Stadt      | Stadion                          | Kapazität |
| ----------------------------- | ----------------------------- | ---------- | -------------------------------- | --------- |
| Bohemians Dublin              | Bohemians Dublin              | Dublin     | Dalymount Park                   | 7.955     |
| Cork City                     | Cork City                     | Cork       | Turners Cross                    | 8.985     |
| Derry City                    | Derry City                    | Derry      | Brandywell Stadium               | 7.700     |
| Drogheda United               | Drogheda United               | Drogheda   | Hunky Dorys Park                 | 2.000     |
| Finn Harps                    | Finn Harps                    | Ballybofey | Finn Park                        | 7.500     |
| Galway United                 | Galway United                 | Galway     | Terryland Park                   | 5.000     |
| Shamrock Rovers               | Shamrock Rovers               | Dublin     | Tallaght Stadium                 | 5.947     |
| Shelbourne FC                 | Shelbourne FC                 | Dublin     | Tolka Park                       | 9.680     |
| Sligo Rovers                  | Sligo Rovers                  | Sligo      | The Showgrounds                  | 5.500     |
| St Patrick’s Athletic         | St Patrick’s Athletic         | Dublin     | Richmond Park                    | 5.340     |
| University College Dublin AFC | University College Dublin AFC | Dublin     | UCD Bowl                         | 3.000     |
| Waterford United              | Waterford United              | Waterford  | Waterford Regional Sports Centre | 5.000     |

## Abschlusstabelle
| Pl. | Verein                        | Sp. | S  | U  | N  | Tore    | Diff. | Punkte |
| --- | ----------------------------- | --- | -- | -- | -- | ------- | ----- | ------ |
| 1.  | Shelbourne FC                 | 33  | 19 | 12 | 2  | 049:200 | +29   | 69     |
| 2.  | Cork City                     | 33  | 16 | 10 | 7  | 053:320 | +21   | 58     |
| 3.  | Bohemians Dublin              | 33  | 16 | 9  | 8  | 040:230 | +17   | 57     |
| 4.  | University College Dublin AFC | 33  | 13 | 12 | 8  | 040:290 | +11   | 51     |
| 5.  | Shamrock Rovers               | 33  | 13 | 11 | 9  | 049:360 | +13   | 50     |
| 6.  | St Patrick’s Athletic (M)     | 33  | 13 | 11 | 9  | 040:310 | +9    | 50     |
| 7.  | Derry City                    | 33  | 12 | 10 | 11 | 032:380 | −6    | 46     |
| 8.  | Finn Harps                    | 33  | 8  | 10 | 15 | 039:410 | −2    | 34     |
| 9.  | Galway United (N)             | 33  | 8  | 10 | 15 | 032:490 | −17   | 34     |
| 10. | Waterford United              | 33  | 7  | 12 | 14 | 024:380 | −14   | 33     |
| 11. | Sligo Rovers                  | 33  | 5  | 10 | 18 | 031:600 | −29   | 25     |
| 12. | Drogheda United (N)           | 33  | 4  | 11 | 18 | 021:530 | −32   | 23     |

Platzierungskriterien: 1. Punkte – 2. Tordifferenz – 3. geschossene Tore

| (M) | Amtierender irischer Meister         |
| (P) | Amtierender irischer Pokalsieger     |
| (N) | Neuaufsteiger aus der First Division |

## Kreuztabelle
| Hinrunde (Runden 1–22) | Hinrunde (Runden 1–22) | Hinrunde (Runden 1–22) | Hinrunde (Runden 1–22)        | Hinrunde (Runden 1–22) | Hinrunde (Runden 1–22) | Hinrunde (Runden 1–22) | Hinrunde (Runden 1–22) | Hinrunde (Runden 1–22) | Hinrunde (Runden 1–22) | Hinrunde (Runden 1–22) | Hinrunde (Runden 1–22) | 1999/2000                     | Rückrunde (Runden 23–33) | Rückrunde (Runden 23–33) | Rückrunde (Runden 23–33) | Rückrunde (Runden 23–33)      | Rückrunde (Runden 23–33) | Rückrunde (Runden 23–33) | Rückrunde (Runden 23–33) | Rückrunde (Runden 23–33) | Rückrunde (Runden 23–33) | Rückrunde (Runden 23–33) | Rückrunde (Runden 23–33) | Rückrunde (Runden 23–33) |
| ---------------------- | ---------------------- | ---------------------- | ----------------------------- | ---------------------- | ---------------------- | ---------------------- | ---------------------- | ---------------------- | ---------------------- | ---------------------- | ---------------------- | ----------------------------- | ------------------------ | ------------------------ | ------------------------ | ----------------------------- | ------------------------ | ------------------------ | ------------------------ | ------------------------ | ------------------------ | ------------------------ | ------------------------ | ------------------------ |
| Shelbourne FC          | Cork City              | Bohemians Dublin       | University College Dublin AFC | Shamrock Rovers        | St Patrick’s Athletic  | Derry City             | Finn Harps             | Galway United          | Waterford United       | Sligo Rovers           | Drogheda United        | Verein                        | Shelbourne FC            | Cork City                | Bohemians Dublin         | University College Dublin AFC | Shamrock Rovers          | St Patrick’s Athletic    | Derry City               | Finn Harps               | Galway United            | Waterford United         | Sligo Rovers             | Drogheda United          |
|                        | 3:2                    | 1:0                    | 0:0                           | 3:0                    | 1:0                    | 2:0                    | 1:1                    | 1:1                    | 1:0                    | 1:0                    | 0:0                    | Shelbourne FC                 |                          | 4:0                      | –                        | 2:1                           | –                        | –                        | 2:2                      | –                        | 1:1                      | –                        | –                        | 1:0                      |
| 1:2                    |                        | 1:1                    | 1:0                           | 2:0                    | 1:0                    | 0:0                    | 2:0                    | 3:0                    | 0:0                    | 0:0                    | 3:0                    | Cork City                     | –                        |                          | 2:1                      | 1:1                           | –                        | 1:1                      | –                        | –                        | –                        | –                        | 0:1                      | 3:1                      |
| 0:1                    | 3:0                    |                        | 1:0                           | 0:0                    | 0:0                    | 0:0                    | 1:0                    | 1:3                    | 0:2                    | 3:2                    | 2:1                    | Bohemians Dublin              | 1:1                      | –                        |                          | 1:2                           | 1:3                      | 0:1                      | 3:0                      | –                        | –                        | –                        | 4:1                      | –                        |
| 0:2                    | 2:2                    | 0:2                    |                               | 1:1                    | 2:1                    | 1:0                    | 1:0                    | 0:2                    | 2:1                    | 1:1                    | 3:0                    | University College Dublin AFC | –                        | –                        | –                        |                               | 3:0                      | 2:2                      | –                        | 1:1                      | 1:1                      | 2:2                      | –                        | –                        |
| 1:1                    | 1:2                    | 0:1                    | 0:0                           |                        | 2:1                    | 3:0                    | 3:1                    | 0:0                    | 1:0                    | 4:1                    | 4:1                    | Shamrock Rovers               | 2:1                      | 1:3                      | –                        | –                             |                          | –                        | –                        | 3:3                      | 2:1                      | 1:2                      | 4:2                      | –                        |
| 1:1                    | 2:0                    | 1:3                    | 0:0                           | 0:0                    |                        | 1:1                    | 1:0                    | 3:0                    | 0:0                    | 3:2                    | 3:0                    | St Patrick’s Athletic         | 1:2                      | –                        | –                        | –                             | 1:1                      |                          | 1:2                      | 2:1                      | –                        | 1:0                      | –                        | –                        |
| 1:0                    | 1:0                    | 0:0                    | 0:2                           | 0:0                    | 0:3                    |                        | 2:0                    | 2:0                    | 1:1                    | 0:0                    | 0:2                    | Derry City                    | –                        | 1:4                      | –                        | 2:0                           | 1:0                      | –                        |                          | –                        | –                        | 3:1                      | 1:3                      | 2:1                      |
| 0:1                    | 1:1                    | 0:0                    | 0:0                           | 1:0                    | 1:1                    | 1:1                    |                        | 1:2                    | 4:0                    | 2:1                    | 0:0                    | Finn Harps                    | 2:3                      | 1:2                      | 0:1                      | –                             | –                        | –                        | 1:2                      |                          | –                        | –                        | 2:1                      | –                        |
| 0:0                    | 0:2                    | 0:1                    | 2:1                           | 0:2                    | 1:0                    | 0:2                    | 0:4                    |                        | 0:0                    | 5:0                    | 1:1                    | Galway United                 | –                        | 0:4                      | 1:2                      | –                             | –                        | 1:2                      | 3:2                      | 1:3                      |                          | –                        | –                        | 2:2                      |
| 0:0                    | 1:3                    | 0:0                    | 0:2                           | 0:0                    | 3:1                    | 2:2                    | 1:0                    | 0:0                    |                        | 1:0                    | 1:0                    | Waterford United              | 0:2                      | 2:2                      | 0:2                      | –                             | –                        | –                        | –                        | 2:3                      | 2:1                      |                          | 1:0                      | –                        |
| 0:4                    | 0:5                    | 0:0                    | 0:1                           | 3:5                    | 0:1                    | 2:0                    | 1:1                    | 1:0                    | 1:0                    |                        | 0:0                    | Sligo Rovers                  | 2:4                      | –                        | –                        | 1:2                           | –                        | 2:2                      | –                        | –                        | 1:1                      | –                        |                          | 1:1                      |
| 0:0                    | 0:0                    | 0:2                    | 0:1                           | 0:0                    | 0:3                    | 1:2                    | 0:2                    | 3:1                    | 1:0                    | 1:1                    |                        | Drogheda United               | –                        | –                        | 0:3                      | 0:5                           | 0:4                      | 1:2                      | –                        | 3:2                      | –                        | 1:1                      | –                        |                          |

## Relegation
Das zehntplatzierte Waterford United verlor die Relegation gegen den Dritten der First Division, Kilkenny City, und stieg ab.
|                  | Gesamt |               | Hinspiel | Rückspiel |
| ---------------- | ------ | ------------- | -------- | --------- |
| Waterford United | 0:2    | Kilkenny City | 0:1      | 0:1       |